# 굿모닝 미스터 오웰
굿모닝 미스터 오웰은 한국 태생의 미국인 백남준이 기획한 세계 최초의 인공위성을 통한 생중계 쇼이다. 이 쇼는 미국 시간으로 1984년 1월 1일 정오에 시작되었다. 이 쇼의 이름 〈굿모닝 미스터 오웰〉에는 조지 오웰의 소설 《1984》의 텔레비전 같은 대중매체에 지배당하며 살 것이라는 내용은 틀렸다는 뜻을 담았다. 〈굿모닝 미스터 오웰〉은 1988년 서울 올림픽 예술제를 위한 예비행사로 소개되기도 했다.
파리 퐁피두 센터에서 요제프 보이스의 퍼포먼스가 이루어졌으며, 동시에 뉴욕에서는 존 케이지가 연주를 시작했다. 두 사람 외에도 머스 커닝햄, 샬럿 무어맨, 로리 앤더슨, 이브 몽탕 등의 많은 예술계 사람들이 등장했다. 뉴욕 공영 방송 WNET 주조정실에서 이 영상을 실시간으로 편집해 내보냈다. 〈굿모닝 미스터 오웰〉은 대한민국 KBS TV에도 생중계되었고, 이를 계기로 백남준의 이름이 고국인 한국에 알려져 1984년 6월 22일, 34년 만에 대한민국의 초대를 받아 귀국하기도 했다.

## 관련 영상
- 백남준의 위성예술 1부 (1984년 방송)
- 백남준의 위성예술 2부 (1984년 방송)